# Los nuevos españoles
Los nuevos españoles es una película española estrenada el 18 de diciembre de 1974 dirigida por Roberto Bodegas y producida por José Luis Dibildos. 
En su reparto figuran entre otros José Sacristán, María Luisa San José, Amparo Soler Leal, Antonio Ferrandis, Manuel Zarzo, Manuel Alexandre, María José Román, Rafael Hernández, Montserrat Julió, María Kosty, William Layton y Claudia Gravy.

## Producción
La película fue producida por Ágata Films S.A bajo la dirección de los guionistas Roberto Bodegas, José Luis Dibildos, José Luis Garci. Concretamente, Los nuevos españoles fue uno de tantos proyectos en los que José Luis Garci estuvo trabajando como guionista antes de saltar a la gran pantalla como director de cine. La música fue encargada a Carmelo A. Bernaola con la compañía Cam de España S.A y el director de fotografía es Manuel Rojas. Cabe destacar la labor de Antonio Martín como director de producción, Ángel Masó como jefe de producción, Petra Nieva como montadora y Ramiro Gómez encargado del decorado. La empresa C.B. FILMS S.A realizó las labores de distribución y fue filmada en formato 35 milímetros bajo emulsión Eastmancolor en una relación de pantalla panorámica.
Ha sido catalogada por el Ministerio de Cultura como cine de ficción, ya que da una imagen hiperrealista de la sociedad española en la década de los setenta. Llegó a recaudar la suma de 757.863,34 euros tras la asistencia de 1.789.754 de espectadores.
El título de la película tiene su origen en el lema que la aerolínea comercial Iberia repetía en los anuncios televisivos de la década de los setenta. Así lo indicaba el director Roberto Bodegas durante una entrevista publicada en el programa televisivo Historia de nuestro cine, de Televisión española (RTVE): «Los nuevos españoles es el nombre de aquellos hombres que se encontraban en evolución. Evolución porque pasan de viajar en antiguos vagones de madera a los nuevos aviones de Iberia».
El largometraje tiene una duración de 92 minutos. En su origen fue calificada para mayores de 14 años, aunque finalmente en 1987 el Ministerio de Cultura y Deporte disminuyó la edad a 13 años.

## Trama
La película trata la historia de una empresa española de seguros en la ruina, conocida como Seguros la confianza, que es absorbida por una multinacional americana llamada Bruster & Bruster, ubicada en Denver, Colorado. Frente a este panorama tanto los empleados como sus esposas se verán obligados a realizar unos cursillos para adaptarse a la nueva situación. Los cursillos son la fase preparatoria para lo que luego se convertirá en una competición por equipos dentro de la compañía con el objetivo de ser trasladados a Estados Unidos (a la sede en Denver) para así vivir el sueño americano deseado. El equipo de los cinco protagonistas, tras conseguir el mayor número de seguros vendidos, se convierte en el equipo vencedor, arrastrando con ello un precio a pagar incuantificable.
Se trata de una comedia social, con tintes costumbristas. La película plantea de forma pesimista los cambios de costumbres y formas económicas y laborales en la sociedad española de finales del régimen franquista con críticas a la modernización económica entendida como deshumanización, y a la dependencia exterior del gobierno de Estados Unidos.

## Reparto
| Intérpretes          | Personajes      | Papel                            |
| -------------------- | --------------- | -------------------------------- |
| José Sacristán       | José Ortiz      | Trabajador                       |
| Antonio Ferrandis    | Don Luis        | Director de Seguros la confianza |
| Manuel Zarzo         | Luis            | Trabajador                       |
| Manuel Alexandre     | Sinesio         | Trabajador                       |
| Rafael Hernández     | Antoñito        | Trabajador: ordenanza            |
| María Luisa San José | Ana             | Esposa de José                   |
| Amparo Soler Leal    | Sagrario        | Amante de Don Luis               |
| María José Román     | Sin nombre      | Esposa de Luis                   |
| Montserrat Julió     | Sin nombre      | Esposa de Sinesio                |
| María Kosty          | Señorita Julita | Trabajadora                      |
| William Layton       | Harry Flanagan  | Entrenador y psicólogo           |
| Claudia Gravy        | Amanda          | Supervisora de formación         |

### Otros personajes secundarios
- Victoria Vera como Lolita, pareja del piloto
- Julián Navarro como Piloto
- Alberto Fernández como Carrascosa, trabajador
- Elmer Modlin como Richard J. Foster, jefe de Bruster en vídeo empresarial
- Lone Fleming como Secretaria y presentadora del vídeo empresarial
- Rafael Navarro como Hombre con bigote en tablao
- Marisa Bel.
- José Luis Barceló.
- Isabel Gallardo.
- Luis Bar Boo.
- Manuel Pereiro.

## Crítica social
La trama se encuentra enmarcada en la década de 1970 y cuenta la historia de cómo cinco oficinistas españoles de corte pluriempleado a la par que vago se convierten en entusiastas vendedores de seguros tras el cambio de dirección de la empresa a manos americanas. Roberto Bodegas, director de la película, en el momento de creación artística de la pieza se propuso ser fiel a los cánones costumbristas de la época, con tintes exagerados, de lo que supuso la venida de las nuevas multinacionales extranjeras a España. Según el crítico de cine Javier Ocaña, durante el programa Historia de nuestro cine (de TVE) la película se consolida como "la cuarta película de lo que se terminó denominando Tercera Vía. Las dos primeras de Roberto Bodegas: Españolas en París y Vida conyugal sana y la tercera, Tocata y fuga de Lolita de Antonio Drove". El público al que va dirigido el largometraje es la amplia sociedad media española del momento, cuyo proyecto de vida pretendía imitar los cánones de familia procedentes de América: un hombre de la casa trabajador y exitoso y una mujer despreocupada de las labores de casa para atender a las relaciones sociales del entorno bajo la fachada del famoso "qué dirán".

## Premios
30.ª edición de las Medallas del Círculo de Escritores Cinematográficos
| Categoría              | Candidato         | Resultado |
| ---------------------- | ----------------- | --------- |
| Mejor actor de reparto | Antonio Ferrandis | Ganador   |